# Hartmut Bischoff
Hartmut Bischoff (Neugabel, 6 de agosto de 1937 - 1996) fue un piloto de motociclismo alemán que compitió en el Campeonato del Mundo de Motociclismo desde 1965 hasta 1972. Limitado por su condición de piloto de la República Democrática de Alemania sus participaciones estuvieron limitadas a carreras puntuales consiguiendo un podio en el Gran Premio de Finlandia de 1970 de 125 c.c.. Fue padre del también piloto Evren Bischoff.

## Resultados en el Campeonato del Mundo
Sistema de puntuación desde 1950 hasta 1968:
| Posición | 1.º | 2.º | 3.º | 4.º | 5.º | 6.º |
| Puntos   | 8   | 6   | 4   | 3   | 2   | 1   |

Sistema de puntuación desde 1969 hasta 1987:
| Posición | 1.º | 2.º | 3.º | 4.º | 5.º | 6.º | 7.º | 8.º | 9.º | 10.º |
| Puntos   | 15  | 12  | 10  | 8   | 6   | 5   | 4   | 3   | 2   | 1    |

### Carreras por año
(Carreras en negrita indica pole position; Carreras en cursiva indica vuelta rápida)
| Año  | Clase | Equipo | 1      | 2     | 3     | 4      | 5      | 6      | 7      | 8       | 9       | 10    | 11     | 12    | 13    | Pts. | Pos. |
| ---- | ----- | ------ | ------ | ----- | ----- | ------ | ------ | ------ | ------ | ------- | ------- | ----- | ------ | ----- | ----- | ---- | ---- |
| 1961 | 125cc | MZ     | ESP -  | GER - | FRA - | IOM -  | NED -  | BEL -  | RDA 7  | ULS -   | NAT -   | SWE - | ARG -  |       |       | 0    | -    |
| 1965 | 125cc | MZ     | USA -  | GER - | ESP - | FRA -  | IOM -  | NED -  |        | RDA 8   | CZE -   | ULS - | FIN -  | NAT - | JPN - | 0    | -    |
| 1965 | 250cc | MZ     | USA -  | GER - | ESP - | FRA -  | IOM -  | NED -  | BEL -  | RDA -   | CZE 14  | ULS - | FIN -  | NAT - | JPN - | 0    | -    |
| 1966 | 125cc | MZ     | ESP -  | GER - |       | NED -  |        | RDA 8  | CZE -  | FIN 6   | ULS -   | IOM - | NAT -  | JPN - |       | 1    | 18.º |
| 1966 | 250cc | MZ     | ESP -  | GER - | FRA - | NED -  | BEL -  | RDA 7  | CZE 14 | FIN Ret | ULS -   | IOM - | NAT -  | JPN - |       | 0    | -    |
| 1967 | 125cc | MZ     | ESP -  | GER 7 | FRA - | IOM -  | NED 10 |        | RDA 8  | CZE 12  | FIN 6   | ULS - | NAT -  | CAN - | JPN - | 1    | 32.º |
| 1967 | 250cc | MZ     | ESP -  | GER - | FRA - | IOM -  | NED -  | BEL -  | RDA 7  | CZE -   | FIN 9   | ULS - | NAT -  | CAN - | JPN - | 0    | -    |
| 1968 | 125cc | MZ     | GER -  | ESP - | IOM - | NED -  |        | RDA 5  | CZE -  | FIN Ret | ULS -   | NAT - |        |       |       | 0    | -    |
| 1968 | 250cc | MZ     | GER -  | ESP - | IOM - | NED -> | BEL -  | DDR -  | CZE -  | FIN Ret | ULS -   | NAT - |        |       |       | 0    | -    |
| 1969 | 125cc | MZ     | ESP -  | GER - | FRA - | IOM -  | NED -  | BEL -  | DDR 10 | CZE -   | FIN -   |       | NAT -  | YUG - |       | 1    | 52.º |
| 1970 | 125cc | MZ-EGB | GER -  | FRA - | YUG - | IOM -  | NED -  | BEL -  | RDA 6  | CZE -   | FIN 3   |       | NAT -  | ESP - |       | 15   | 12.º |
| 1971 | 125cc | MZ     | AUT 15 | GER - | IOM - | NED -  | BEL -  | RDA -  | CZE 6  | SWE 12  | FIN Ret |       | NAT 14 | ESP - |       | 5    | 21.º |
| 1971 | 250cc | Yamaha | AUT -  | GER - | IOM - | NED -  | BEL -  | RDA 16 | CZE -  | SWE -   | FIN -   | IRL - | NAT -  | ESP - |       | 0    | -    |
| 1972 | 125cc | Maico  | GER -  | FRA - | AUT - | NAT -  | IOM -  | YUG -  | NED -  | BEL -   | RDA 6   | CZE - | SWE -  | FIN - | ESP - | 5    | 28.º |